# USA Cycling Professional Tour 2008
L'USA Cycling Professional Tour 2008 est la deuxième édition de l'USA Cycling Professional Tour. Il rassemblait 16 courses professionnelles américaines. Christian Vande Velde, vainqueur du Tour du Missouri, a remporté le classement individuel et son équipe Garmin-Chipotle a remporté le classement par équipes.

## Calendrier et résultats
| Date           | Course                                         | Localisation      | Classe | Vainqueur             | Équipe                             |
| -------------- | ---------------------------------------------- | ----------------- | ------ | --------------------- | ---------------------------------- |
| 17-24 février  | Tour de Californie                             | Californie        | 2.HC   | Levi Leipheimer       | Astana                             |
| 13 avril       | U.S. Cycling Open                              | Richmond          | 1.1    | annulé                | annulé                             |
| 21-27 avril    | Tour de Géorgie                                | Géorgie           | 2.HC   | Kanstantsin Siutsou   | Team High Road                     |
| 4 mai          | U.S. Air Force Cycling Classic                 | Comté d'Arlington | 1.2    | Lucas Sebastián Haedo | Colavita-Sutter Home-Cooking Light |
| 25 mai         | Tour de Leelanau                               | Traverse City     | 2.1    | Taylor Tolleson       | BMC Racing                         |
| 3 juin         | Lehigh Valley Classic                          | Lancaster         | 1.1    | Yuriy Metlushenko     | Amore & Vita                       |
| 5 juin         | Reading Classic                                | Reading           | 1.1    | Óscar Sevilla         | Rock Racing                        |
| 8 juin         | Commerce Bank International Championship       | Philadelphie      | 1.HC   | Matti Breschel        | Team CSC                           |
| 24-29 juin     | Tour de Pennsylvanie                           | Pennsylvanie      | 2.2    | David Veilleux        | Kelly Benefit Strategies-Medifast  |
| 8-10 août      | Rochester Omnium                               | Rochester         | 1.2    | Dominique Rollin      | Toyota-United Pro Cycling Team     |
| 17 août        | Championnat des États-Unis du critérium        | Downers Grove     | N/A    | Rahsaan Bahati        | Rock Racing                        |
| 22-24 août     | The Colorado Stage Race                        | Colorado          |        | Annulée               | Annulée                            |
| 30 août        | Championnat des États-Unis du contre-la-montre | Greenville        | CN     | David Zabriskie       | Garmin-Chipotle                    |
| 31 août        | Championnat des États-Unis sur route           | Greenville        | CN     | Tyler Hamilton        | Rock Racing                        |
| 6 septembre    | Univest Grand Prix                             | Souderton         | 1.2    | Lucas Euser           | Garmin-Chipotle                    |
| 8-14 septembre | Tour du Missouri                               | Missouri          | 2.1    | Christian Vande Velde | Garmin-Chipotle                    |

## Classements finals

### Classement individuel
|     | Coureur               | Pays | Pts |
| 1.  | Christian Vande Velde |      | 280 |
| 2.  | Levi Leipheimer       |      | 244 |
| 3.  | Dominique Rollin      |      | 144 |
| 4.  | Eric Baumann          |      | 141 |
| 5.  | Kanstantsin Siutsou   |      | 140 |
| 6.  | Alex Candelario       |      | 138 |
| 7.  | David Zabriskie       |      | 135 |
| 8.  | Tyler Farrar          |      | 126 |
| 9.  | Mark Cavendish        |      | 121 |
| 10. | Óscar Sevilla         |      | 112 |

### Classement par équipes
|     | Équipe                            | Pays | Pts |
| 1.  | Garmin-Chipotle                   |      | 739 |
| 2.  | Team High Road                    |      | 513 |
| 3.  | Rock Racing                       |      | 399 |
| 4.  | Astana                            |      | 358 |
| 5.  | Team CSC                          |      | 342 |
| 6.  | Kelly Benefit Strategies-Medifast |      | 284 |
| 7.  | Toyota-United Pro Cycling Team    |      | 267 |
| 8.  | Health Net                        |      | 224 |
| 9.  | BMC Racing Team                   |      | 173 |
| 10. | Bissell                           |      | 161 |